# Càlcul bayesià aproximat
La computació bayesiana aproximada (ABC) constitueix una classe de mètodes computacionals arrelats en l'estadística bayesiana que es poden utilitzar per estimar les distribucions posteriors dels paràmetres del model.
En totes les inferències estadístiques basades en models, la funció de probabilitat té una importància central, ja que expressa la probabilitat de les dades observades sota un model estadístic particular i, per tant, quantifica les dades de suport que donen a valors particulars de paràmetres i a opcions entre diferents models. Per a models simples, normalment es pot derivar una fórmula analítica per a la funció de versemblança. Tanmateix, per a models més complexos, una fórmula analítica pot ser esquiva o la funció de probabilitat podria ser computacionalment molt costosa d'avaluar.
Els mètodes ABC obvien l'avaluació de la funció de versemblança. D'aquesta manera, els mètodes ABC amplien l'àmbit dels models per als quals es pot considerar la inferència estadística. Els mètodes ABC estan matemàticament ben fonamentats, però inevitablement fan suposicions i aproximacions l'impacte de les quals s'ha d'avaluar acuradament. A més, el domini d'aplicació més ampli d'ABC agreuja els reptes de l'estimació de paràmetres i la selecció de models.
L'ABC ha guanyat popularitat ràpidament durant els darrers anys i, en particular, per a l'anàlisi de problemes complexos que sorgeixen en les ciències biològiques, per exemple, en genètica de poblacions, ecologia, epidemiologia, biologia de sistemes i propagació per ràdio.

## Història
Les primeres idees relacionades amb l'ABC es remunten a la dècada de 1980. Donald Rubin, quan va discutir la interpretació de les afirmacions bayesianes el 1984,  va descriure un hipotètic mecanisme de mostreig que produeix una mostra de la distribució posterior. Aquest esquema va ser més aviat un experiment de pensament conceptual per demostrar quin tipus de manipulacions es fan quan es dedueixen les distribucions posteriors dels paràmetres. La descripció del mecanisme de mostreig coincideix exactament amb la de l'esquema de rebuig ABC, i aquest article es pot considerar el primer a descriure el càlcul bayesià aproximat. No obstant això, Francis Galton va construir un quincunx de dues etapes a finals del 1800 que es pot veure com una implementació física d'un esquema de rebuig ABC per a un sol desconegut (paràmetre) i una única observació. Un altre punt prescient el va fer Rubin quan va argumentar que en la inferència bayesiana, els estadístics aplicats no haurien de conformar-se només amb models analíticament tractables, sinó que consideren mètodes computacionals que els permeten estimar la distribució posterior d'interès. D'aquesta manera, es pot considerar una gamma més àmplia de models. Aquests arguments són especialment rellevants en el context de l'ABC.
El 1984, Peter Diggle i Richard Gratton van suggerir utilitzar un esquema de simulació sistemàtic per aproximar la funció de versemblança en situacions en què la seva forma analítica és intractable.  El seu mètode es basava a definir una quadrícula a l'espai de paràmetres i utilitzar-la per aproximar la probabilitat executant diverses simulacions per a cada punt de la quadrícula. L'aproximació es va millorar després aplicant tècniques de suavització als resultats de les simulacions. Tot i que la idea d'utilitzar la simulació per a la prova d'hipòtesis no era nova,   Diggle i Gratton aparentment van introduir el primer procediment que utilitzava la simulació per fer inferència estadística en una circumstància en què la probabilitat és intractable.
Tot i que l'enfocament de Diggle i Gratton havia obert una nova frontera, el seu mètode encara no era exactament idèntic al que ara es coneix com ABC, ja que tenia com a objectiu aproximar la probabilitat més que la distribució posterior. Un article de Simon Tavaré i coautors va ser el primer a proposar un algorisme ABC per a la inferència posterior.  En el seu treball seminal, es va considerar la inferència sobre la genealogia de les dades de la seqüència d'ADN i, en particular, el problema de decidir la distribució posterior del temps a l'ancestre comú més recent dels individus mostrejats. Aquesta inferència és analíticament intractable per a molts models demogràfics, però els autors van presentar maneres de simular arbres coalescents sota els models putatius. Es va obtenir una mostra de la part posterior dels paràmetres del model acceptant/rebutjant propostes basades en comparar el nombre de llocs de segregació en les dades sintètiques i reals. Aquest treball va ser seguit d'un estudi aplicat sobre el modelatge de la variació del cromosoma Y humà de Jonathan K. Pritchard i els seus coautors mitjançant el mètode ABC.  Finalment, el terme càlcul bayesià aproximat va ser establert per Mark Beaumont i els seus coautors,  ampliant encara més la metodologia ABC i discutint la idoneïtat de l'enfocament ABC més específicament per als problemes de genètica de poblacions. Des de llavors, ABC s'ha estès a aplicacions fora de la genètica de poblacions, com ara la biologia de sistemes, l'epidemiologia i la filogeografia.
La computació bayesiana aproximada es pot entendre com una mena de versió bayesiana de la inferència indirecta.
S'han desenvolupat diversos enfocaments eficients basats en Montecarlo per realitzar el mostreig a partir de la distribució posterior ABC per a problemes d'estimació i predicció. Una opció popular és l'algorisme SMC Samplers adaptat al context ABC del mètode (SMC-ABC).

## Mètode

### Motivació
Una encarnació comuna del teorema de Bayes relaciona la probabilitat condicional (o densitat) d'un valor de paràmetre particular {\displaystyle \theta } dades donades {\displaystyle D} a la probabilitat de {\displaystyle D} donat {\displaystyle \theta } per la regla
{\displaystyle p(\theta |D)={\frac {p(D|\theta )p(\theta )}{p(D)}}}
on {\displaystyle p(\theta |D)} denota el posterior, {\displaystyle p(D|\theta )} la probabilitat, {\displaystyle p(\theta )} el prior, i {\displaystyle p(D)} l'evidència (també anomenada probabilitat marginal o probabilitat predictiva prèvia de les dades). Tingueu en compte que el denominador {\displaystyle p(D)} està normalitzant la probabilitat total de la densitat posterior {\displaystyle p(\theta |D)} a un i es pot calcular així.
L'a priori representa creences o coneixements (com, per exemple, restriccions físiques) sobre {\displaystyle \theta } abans {\displaystyle D} està disponible. Com que l'anterior redueix la incertesa, les estimacions posteriors tenen menys variància, però poden estar esbiaixades. Per comoditat, sovint s'especifica l'a priori escollint una distribució particular entre un conjunt de famílies de distribucions conegudes i tractables, de manera que tant l'avaluació de les probabilitats prèvies com la generació aleatòria de valors de {\displaystyle \theta } són relativament senzills. Per a certs tipus de models, és més pragmàtic especificar l'anterior {\displaystyle p(\theta )} utilitzant una factorització de la distribució conjunta de tots els elements de {\displaystyle \theta } en termes d'una seqüència de les seves distribucions condicionals. Si només s'interessa per les plausibilitats posteriors relatives de diferents valors de {\displaystyle \theta }, l'evidència {\displaystyle p(D)} es pot ignorar, ja que constitueix una constant normalitzadora, que anul·la per a qualsevol proporció de probabilitats posteriors. No obstant això, segueix sent necessari avaluar la probabilitat {\displaystyle p(D|\theta )} i el prior {\displaystyle p(\theta )}. Per a nombroses aplicacions, és costós computacionalment, o fins i tot completament inviable, avaluar la probabilitat,  que motiva l'ús de l'ABC per evitar aquest problema.

Estimació de paràmetres mitjançant càlcul bayesià aproximat: una visió general conceptual.

### L'algorisme de rebuig ABC
Tots els mètodes basats en ABC aproximen la funció de probabilitat mitjançant simulacions, els resultats de les quals es comparen amb les dades observades.  Més concretament, amb l'algoritme de rebuig ABC, la forma més bàsica d'ABC, primer es mostra un conjunt de punts de paràmetres de la distribució anterior. Donat un punt de paràmetre mostrat {\displaystyle {\hat {\theta }}}, un conjunt de dades {\displaystyle {\hat {D}}} llavors es simula sota el model estadístic {\displaystyle M} especificat per {\displaystyle {\hat {\theta }}}. Si el generat {\displaystyle {\hat {D}}} és massa diferent de les dades observades {\displaystyle D}, el valor del paràmetre mostrat es descarta. En termes precisos, {\displaystyle {\hat {D}}} s'accepta amb tolerància {\displaystyle \epsilon \geq 0} si:
{\displaystyle \rho ({\hat {D}},D)\leq \epsilon } ,
on mesura la distància {\displaystyle \rho ({\hat {D}},D)} determina el nivell de discrepància entre {\displaystyle {\hat {D}}} i {\displaystyle D} basat en una mètrica determinada (p. ex. distància euclidiana). Normalment és necessària una tolerància estrictament positiva, ja que la probabilitat que el resultat de la simulació coincideixi exactament amb les dades (esdeveniment {\displaystyle {\hat {D}}=D} ) és insignificant per a totes les aplicacions d'ABC, excepte per a les trivials, que a la pràctica conduirien al rebuig de gairebé tots els punts dels paràmetres mostrejats. El resultat de l'algorisme de rebuig ABC és una mostra de valors de paràmetres distribuïts aproximadament segons la distribució posterior desitjada i, sobretot, obtinguts sense necessitat d'avaluar explícitament la funció de versemblança

## Exemple

Un model de Markov ocult biestable dinàmic

Un exemple il·lustratiu és un sistema biestable que es pot caracteritzar per un model de Markov ocult (HMM) subjecte a soroll de mesura. Aquests models s'utilitzen per a molts sistemes biològics: s'han utilitzat, per exemple, en desenvolupament, senyalització cel·lular, activació /desactivació, processament lògic i termodinàmica de no equilibri. Per exemple, el comportament del factor de transcripció Sonic hedgehog (Shh) a Drosophila melanogaster es pot modelar amb un HMM.  El model dinàmic (biològic) consta de dos estats: A i B. Si la probabilitat de transició d'un estat a un altre es defineix com {\displaystyle \theta } en ambdues direccions, aleshores la probabilitat de romandre en el mateix estat en cada pas de temps és {\displaystyle {1-\theta }}. La probabilitat de mesurar correctament l'estat és {\displaystyle \gamma } (i a la inversa, la probabilitat d'una mesura incorrecta és {\displaystyle {1-\gamma }} ).
A causa de les dependències condicionals entre estats en diferents moments, el càlcul de la probabilitat de dades de sèries temporals és una mica tediós, cosa que il·lustra la motivació per utilitzar ABC. Un problema computacional per a l'ABC bàsic és la gran dimensionalitat de les dades en una aplicació com aquesta. La dimensionalitat es pot reduir mitjançant l'estadística de resum {\displaystyle S}, que és la freqüència dels canvis entre els dos estats. La diferència absoluta s'utilitza com a mesura de distància {\displaystyle \rho (\cdot ,\cdot )} amb tolerància {\displaystyle \epsilon =2}. La inferència posterior sobre el paràmetre {\displaystyle \theta } es pot fer seguint els cinc passos que es presenten.